# Lokalbahn Chodau–Neudek

Die Strecke der Lokalbahn Chodau–Neudek (um 1900)

Die Lokalbahn Chodau–Neudek war eine Eisenbahnverbindung im heutigen Tschechien, die ursprünglich als staatlich garantierte Lokalbahn durch die Österreichische Lokaleisenbahngesellschaft (ÖLEG) erbaut wurde. Sie verband Chodau (heute: Chodov) mit Neudek (heute: Nejdek) in Nordwestböhmen.

## Geschichte
Am 8. September 1880 erhielt die Österreichische Lokaleisenbahngesellschaft „das Recht zum Baue und Betriebe einer Localbahn...von der Station Chodau der a. priv. Buschtěhrader Eisenbahn eventuell unter Einbeziehung der bereits bestehenden, zu den „Theophil“- und „Friedrich“ -Kohlenschächten führenden Schleppbahn („Falkoniaflügel“) nach Neudek“ erteilt. Die Konzessionäre wurden verpflichtet, „den Bau der Bahn sofort zu beginnen und bis zum 31. December 1881 zu vollenden“. Der österreichische Staat garantierte eine Verzinsung des Anlagekapitals mit 5 % pro Jahr. Das  zu verzinsende Anlagekapital war mit 900.000 Gulden ö.W. festgelegt. Der Staat behielt sich zudem das Recht vor, die konzessionierte Bahn jederzeit einlösen zu können.
Eröffnet wurde die Strecke am 2. Oktober 1881 für den Güterverkehr und am 20. Dezember 1881 für den Personenverkehr. Den Betrieb führte die ÖLEG zunächst selbst aus, ab 1886 dann die k.k. Staatsbahnen (kkStB). Der Fahrplan von 1888 verzeichnete drei gemischte Zugpaare über die Gesamtstrecke. Zwei weitere Züge kamen an Sonn- und Feiertagen für den Ausflugsverkehr hinzu.
Mit der Verstaatlichung der ÖLEG ging die Strecke am 1. Januar 1894 schließlich zur Gänze in das Eigentum des österreichischen Staates über. Der Abschnitt zwischen Neurohlau und Neudek wurde schließlich ab 1899 in die neugebaute Hauptbahn von Karlsbad nach Johanngeorgenstadt einbezogen.
Für weitere Informationen zur Lokalbahn Chodau–Neudek siehe Hauptartikel:
- Bahnstrecke Chodov–Nová Role
- Bahnstrecke Karlovy Vary–Johanngeorgenstadt